# レインボー薬品
レインボー薬品株式会社（レインボーやくひん、英文名称Rainbow Chemical Co.,Ltd）は、住友化学グループの農業資材メーカー。主に家庭園芸用の農薬・肥料類を取り扱う。
ネコソギシリーズは家庭園芸用除草剤で大きなシェアを持つ。

## 沿革
- 1960年（昭和35年） - 故塩井健男が武田薬品工業株式会社を定年退職後、他社に先駆け、日本初の園芸用エアゾール式殺虫剤（バラギク殺虫剤）の製造販売を開始。
- 1966年（昭和41年） - 資本金200万円をもって、株式会社東和商会を設立。代表取締役に塩井健男が就任。
- 1970年（昭和45年） - 会社名をレインボー薬品株式会社に改めるとともに代表取締役に塩井一浩が就任。
- 1975年（昭和50年） - 東京都中央区日本橋に本社移転。資材調達合理化並びに宣伝・企画充実のためレインボー企画株式会社を設立。
- 1978年（昭和53年） - 大阪駐在所開設。
- 1981年（昭和56年） - 開発部門・製造部門・発送部門充実のため、春日部市栄町に春日部事業所開設。
- 1982年（昭和57年） - 寺院・霊園への販売強化のため株式会社一休堂設立。
- 1985年（昭和60年） - 大阪駐在所を大阪営業所に昇格。大阪府池田市に事務所開設。
- 1986年（昭和61年） - 本社を東京都中央区銀座に移転。
- 1987年（昭和62年） - 福島工場開設。
- 1991年（平成3年） - 東日本地区の物流拠点として栃木物流センター開設（第1期工事）
- 1992年（平成4年） - 春日部事業所の生産設備を福島工場に移転し、生産を統合。
- 1994年（平成6年） - 本社事務所を東京都文京区に移転。 栃木物流センターの第2倉庫竣工。福岡出張所開設。
- 1999年（平成11年） - 栃木物流センター第3期増設。倉庫棟3棟、事務棟1棟に整備完了
- 2002年（平成14年） - 住友化学工業株式会社が当社株式の60%を取得。同社の子会社となる。
- 2003年（平成15年） - 代表取締役に小西弦が就任。
- 2004年（平成16年） - 栃木物流センター第4期増設。
- 2005年（平成17年） - 代表取締役に大塩裕陸が就任。
- 2007年（平成19年） - 代表取締役に滝口健一が就任。
- 2008年（平成20年） - 本社を東京都荒川区に移転。
- 2016年（平成28年） - 本社を東京都台東区に移転。
- 2017年（平成29年）7月 - 休業中の福島工場を正式に閉鎖。
- 2017年（平成29年）10月 - 住化グリーン株式会社と合併。

## 主な商品

### 除草剤
コケ駆除剤を除き全て【農薬】
- 粒剤
  - ネコソギエースＸ粒剤
  - ネコソギトップＤＸ粒剤
  - ネコソギトップ粒剤 - ブロマシル5％含有。
  - ネコソギＷクイック微粒剤 - 茎葉処理剤ではあるが発芽抑制剤を配合しており、雑草の種からの発芽も抑える。根からは吸収されにくい為、樹木の下にも使用できる。
  - ノンウィード粒剤
  - こっぱみじん - ブロマシル1％含有。
  - こっぱＳ微粒剤 - こっぱみじんの微粒剤
  - 快速除草
- AL剤
  - ネコソギAL1.0 - 2Lスタンドパックはコーナン限定品
  - ネコソギクイックプロシャワー（製造販売元：日本農薬）
  - ネコソギガーデンシャワー - シャワータイプでは初めての農耕地登録品
  - バスタAL液剤0.2（製造販売元：日本農薬）
- 希釈剤
  - ネコソギクイックプロＦＬ（製造販売元：日本農薬）
- 芝生用
  - シバキープⅡ粒剤
  - シバキーププラスα【肥料】
  - シバキープAL
- コケ駆除剤（全て非農耕地用）
  - コケレス
  - コケとーるスプレー
  - コケとーるシャワー
- 植物成長調節剤
  - のびない君

### 肥料・活力剤
レインボー切り花延命剤を除き全て【肥料】
- 化成肥料
  - ハッピーハウス
  - ハッピーハウス野菜用
- 液肥
  - 住友液肥（製造販売元：住友化学）
- レインボー切り花延命剤

### 殺虫･殺菌剤
不快害虫用を除き全て【農薬】
- 殺虫剤
  - アブラムシムシAL（製造販売元：バイエルクロップサイエンス）
  - スミフェート粒剤（製造販売元：住友化学）
- 殺虫殺菌剤
  - 花セラピー殺虫殺菌用AL（製造販売元：協友アグリ）
- 不快害虫用
  - アンツハンター7
  - アンツハンタープロ
  - ムシトール7

### 環境衛生剤
- 殺鼠剤（ネズレスプロ以外【防除用医薬部外品】）
  - ネズレスH - ワルファリン製剤。家ネズミ（ドブネズミ、クマネズミ）用。徳用は保存に便利なチャック付袋入り。
  - ネズレスX - スーパーラット（クマリン抵抗性ネズミ）用。リン化亜鉛製剤。
  - ネズレスプロ【農薬】 - 田畑、家庭菜園で使える農耕地登録品。野ネズミ用。スーパーラットにも効くリン化亜鉛製剤。Z・P1.00の家庭園芸用小分け品。
  - ネズレスブロック（製造販売元：タニサケ）
  - ネズレスブロックEX
  - チューコロ
- カゴ・粘着シート用エサ
  - ネズレスネズミ捕りカゴ用エサ
  - ネズレスネズミ捕り粘着シート用エサ
- 鼠忌避剤
  - ネズレスプロスプレー
  - ネズレスプロ置くだけ
  - ネズレス追出しスプレー
  - ネズレス置くだけW
- 粘着板
  - ネズレス粘着シートPRO
- 犬猫忌避剤
  - 猫レス粒剤
  - 犬猫レス粒剤
- その他
  - ヘビレス
  - モグレス - 非農耕地用モグラ忌避剤。有効成分はナフタリン。

### 生産完了品

#### 除草剤
- 粒剤【農薬】
  - ネコソギ粒剤
  - ネコソギエース粒剤
  - ネコソギエースＡ粒剤
  - ネコソギクイック微粒剤 - 「クサノンQ微粒剤」（住友化学園芸）の商品名違い。なお、本品生産完了後も、「クサノンQ微粒剤」は製造販売を継続している。（製造販売元：バイエルクロップサイエンス）
- AL剤【農薬】
  - 日農バスタ液剤0.2 - すぐに散布できるジョロ型除草剤。地上部だけを枯らし、根まで完全に枯らさないので傾斜地、のり面の除草に向く。成分は土壌に落ちると直ちに不活化し、土壌中で素早く分解される為、雑草が枯れた後に草花の種まき、植え付けが可能。キャップ部分の改良（封印キャップの採用）により「バスタAL液剤0.2」へ継承。なお、継承後も農薬名（農薬登録上の商品名）の変更は無い。（製造販売元：日本農薬）
  - ネコソギAL - 「ネコソギAL1.0」へ継承
- 希釈剤【農薬】
  - ネコソギ乳剤 - ヤシマワイダック乳剤（発売当初はミカサワイダック乳剤）の家庭用小分け品。（製造販売元：協友アグリ）
  - ネコソギスーパーアップ液剤 - エイトアップ液剤の家庭園芸向け仕様。（製造販売元：シージーエス）
- 芝生用【農薬】
  - シバキープ粒剤 - ベンポール粒剤の商品名違い。日本芝に生える広葉雑草、特にスギナに有効で、スギナに対しては家の周りの有用な植物を植えない場所でも使用できる。
  - シバキーププラス粒剤【肥料】
- 非農耕地用コケ駆除剤
  - コケレスAL（製造販売元：日本バイエルアグロケム（現・バイエルクロップサイエンス））
- 除草剤分解促進剤
  - 除草剤使った後にちゃんと処理 - 土壌処理剤専用。除草剤で雑草が枯れた後に花などを植えたい時や、誤って花壇に除草剤を撒いてしまった時などに有効。天然成分（カニ殻、ドライミルクなど）の働きで、除草剤の分解を促し、土をフカフカに再生。

#### 肥料・活力剤
- 植物物語シリーズ（土のリサイクル材以外全て【肥料】）
  - 植物物語ロング - 有効期間が100日と300日の2種類の肥料を配合、追肥無しで1シーズン効果が持続。（製造販売元：チッソ旭肥料）
  - 粒状有機肥料
  - 土のリサイクル材
  - 脱塩素液肥100 - 植物に有害な水道水中の塩素を除去する成分を配合した、使いやすい100倍希釈の液肥。
- アンプル剤
  - レインボーフラワー液(活力剤)
  - 植物活力剤
  - ささやき(全植物用)
  - 花のささやき
  - 欄のささやき
  - 緑のささやき
  - 住友液肥アンプル【肥料】（製造販売元：住友化学）
  - 住友液肥野菜用アンプル(5種)【肥料】（製造販売元：住友化学）
- 液肥【肥料】
  - プランティーナ - 植物の生長ステージに合わせた全5種類の液肥。（製造販売元：大塚化学（後の大塚アグリテクノ、現・OATアグリオ））
  - レインボー液体肥料原液 - 水で薄めてあらゆる植物に使用できる液肥。
  - ビオトープの液肥 - 魚にもやさしい無窒素仕様のそのまま使えるビオトープ専用液肥
- その他
  - Vサイン - 植物用ドリンク剤（栄養ドリンクの形状をした、そのまま使える1鉢1回使い切りの活力剤）
  - コケ玉・ミニ観葉栄養液
  - レボポン【肥料】 - 開花促進剤。ホスポンの家庭園芸向け小分け品で、ホスポン-Fの商品名違い。

#### 殺虫・殺菌剤
ハーブを虫から守るシート及び不快害虫用を除き全て【農薬】
- 殺虫剤
  - エアゾル剤
    - バラギク殺虫剤 - 日本で最初の園芸用エアゾル殺虫剤
    - カイガラタタキ - 高純度のマシン油を使用したムース状のカイガラムシ専用殺虫剤。専用ブラシ付。（新芽の展葉期を除き）年中使える。

  - AL剤 - そのまま使えて冷害が少なく、植物・環境にやさしいノンガススプレー
    - アリルメート液剤AL（アブラムシAL） - アブラムシの専門薬（製造販売元：日本バイエルアグロケム（現・バイエルクロップサイエンス））
    - バイスロイド液剤AL（ケムシ・アオムシAL→野菜・花木用AL） - ケムシ・アオムシの特効薬。アブラムシにもよく効く。（製造販売元：日本バイエルアグロケム（現・バイエルクロップサイエンス））
    - ムシムシ液剤AL（ケムシAL） - 接触剤と浸透移行性剤の2種類の薬剤でケムシに早く長く効く。（製造販売元：日本バイエルアグロケム（現・バイエルクロップサイエンス））
    - ブルースカイAL（花用AL） - 浸透移行する有効成分（イミダクロプリド）で効果が長期持続する花用殺虫剤。（製造販売元：日本バイエルアグロケム（現・バイエルクロップサイエンス））
    - バラギクパニック（野菜用AL→天然成分殺虫剤AL） - 天然成分（ピレトリン（除虫菊由来））を使用した野菜・花木用AL剤。（製造販売元：トモノアグリカ（現・日本農薬））

  - 希釈剤 - 広い庭に便利
    - アリルメート液剤（製造販売元：日本特殊農薬製造（後の日本バイエルアグロケム、現・バイエルクロップサイエンス））
    - ムシムシ100 - 広い庭に便利な100倍希釈の乳剤
    - ガーデニングムシムシ100 - ムシムシ100のパッケージ違い
    - ガーデニングオフナック100（製造販売元：トモノアグリカ（現・日本農薬））
    - ガーデニングスミチオン100 - 家庭菜園でも使い切れる100倍希釈のスミチオン
    - ガーデニングマラソン100 - 家庭菜園でも使い切れる100倍希釈のマラソン
    - トモノオフナック乳剤 - 広い庭に便利な1000倍希釈のエコノミータイプ（製造販売元：トモノアグリカ（現・日本農薬））

  - その他
    - ブルースカイ粒剤 - 植え付け、植え替え時に土に混ぜて使用する浸透移行性粒剤。効き目長期間。アパート・マンションに最適な使い切りサイズ（50g入）。（製造販売元：日本バイエルアグロケム（現・バイエルクロップサイエンス））
    - ナメジゴクZ - XMC配合、農耕地登録品。マクバールベイトの家庭園芸仕様
    - ナメジゴクプロ - 田畑、家庭菜園、花壇、（屋外の）鉢・プランターなどで使える農耕地登録品のナメクジ駆除剤。
    - レインボーフラワーEX - 鉢土に刺すだけでアブラムシも予防できる肥料入り殺虫剤（アンプル剤）。（製造販売元：ヤシマ産業（現・住化グリーン））
    - ハーブを虫から守るシート - 農薬を使わず、黄色粘着シートでハーブの害虫を誘って捕殺。切っても使える。3枚入り。
- 殺虫殺菌剤
  - バラギク119 - 害虫と病気に効く冷害の少ないエアゾール剤。バイスロイドバイコラールスプレーの商品名違い。北興産業でも「ノックスプレー」の商品名で発売している。（製造販売元：日本バイエルアグロケム（現・バイエルクロップサイエンス））
  - ムシキン乳剤 - サンヨール乳剤の家庭園芸用小分け品（製造販売元：米澤化学）
  - ダブルプレーAL - 害虫と病気に効くAL剤。高木や広い庭に便利でお得な、チューブ式ハンドスプレー付2ℓパウチ（手提げ式）も販売店限定でラインアップされていた。
- 殺菌剤
  - ポリオキシンZドライフロアブル - 芝生に生えるキノコ（フェアリーリング病）専用殺菌剤（製造販売元：科研製薬）
- 不快害虫用
  - アンツハンター
  - アンツハンターS（製造販売元：日本バイエルアグロケム（現・バイエルクロップサイエンス））
  - アンツハンターC（シロアリ用）
  - アンツハンターAL（製造販売元：日本バイエルアグロケム（現・バイエルクロップサイエンス））
  - アンツハンターガーデン粒剤 - 生分解性樹脂を使用したアリ忌避剤。雨に強く約3ヶ月効果が持続。
  - アンツハンター液剤
  - アンツハンターZ - 強力ジェット噴射（約5m）の、床下のシロアリ用殺虫剤
  - ムシトール
  - ムシトールS（製造販売元：日本バイエルアグロケム（現・バイエルクロップサイエンス））
  - ムシトールAL（製造販売元：日本バイエルアグロケム（現・バイエルクロップサイエンス））
  - ムシトールガーデン粒剤 - 生分解性樹脂を使用した不快害虫用忌避剤。雨に強く約3ヶ月効果が持続。
  - ムシトールつつんでポイ - 化学殺虫剤を使わず、アクリル樹脂の泡で不快害虫を包んで固める屋外用殺虫剤
  - 毒虫退治Z - 強力ジェット噴射（約6m）でドクガ、ドクグモなどを落とす屋外用殺虫剤
  - ナメジゴク粉剤 - まくだけで、ナメクジを甘い香りで誘って退治！
  - ナメジゴクガーデン粒剤 - 生分解性樹脂を用いたナメクジ忌避剤。使用後の死体処理が不要。雨に強く効果が約3ヶ月持続。
  - ナメジゴクS - ナメクジ・カタツムリ用速効性エアゾール。ワンタッチノズル付（製造販売元：日本農薬）
  - ナメジゴクAL - ナメクジ・カタツムリ専用AL剤。当社AL剤では唯一、この商品のみ容器の改良が最後まで行われなかった。
  - ナメジゴクペレット

#### 環境衛生剤
- 殺鼠剤
  - ネズレス【医薬部外品】 - スーパーラットにも効くシリロシド製剤。主な原材料は赤色海葱。袋のまま使え、甘い香りでネズミを誘い出す。（製造販売元：環境衛生薬品）
  - ネズレスⅡ納屋用【農薬】 - メリーネコ3号の商品名違い（製造販売元：タニサケ）
  - ネズレスⅡ飲食店用【医薬部外品】
- 鼠忌避剤
  - ネズレスZ - ジェット噴射（約3m）で床下、天井裏、土間、納屋などに潜んだネズミを追い出す。
  - ネズレス置くだけ - 「ネズレスプロ置くだけ」へ継承
- 粘着板
  - チューチューペッタン
- 犬猫忌避剤
  - 犬猫レスガーデン粒剤 - 生分解性樹脂に臭気成分を練りこんだ、植物にやさしいガーデニング向け犬猫忌避剤。雨に強く効果が最大約6ヶ月持続。

#### その他
- ラクラクVサイン - 上記「Vサイン」専用散布器。「Vサイン」全植物用1本付。
- ビオトープの土 - 使いやすい粘土状のビオトープ専用培養土
- カナディアンハンギング - 袋状の使い捨てハンギングバスケット
- 園芸用計量器
- ピペット
- つやつや - 観葉植物用艶出し剤
- ペット・水草用品（アリスシリーズ）

ほか多数